# Consejo Legislativo del Estado Nueva Esparta
El Consejo Legislativo del Estado Bolivariano de Nueva Esparta (CLEBNE), es el que representa el Poder Legislativo de ese Estado oriental e insular Venezolano, se trata de un parlamento regional unicameral.
El concejo es unicameral y está compuesto por siete (7) diputados o legisladores regionales que son electos cada 4 años, bajo un sistema mixto de representación, por un lado se eligen un grupo de diputados por lista bajo el método D'Hont a nivel estatal y por otro lado se eligen por voto directo candidatos nominales por circunscripción definida, pudiendo ser reelegidos para nuevos períodos consecutivos, y con la posibilidad de ser revocados a la mitad de su período constitucional. Su elección se realiza cada 4 años, pudiendo ser reelegidos. Con la posibilidad de revocar su mandato a la mitad del periodo Constitucional.

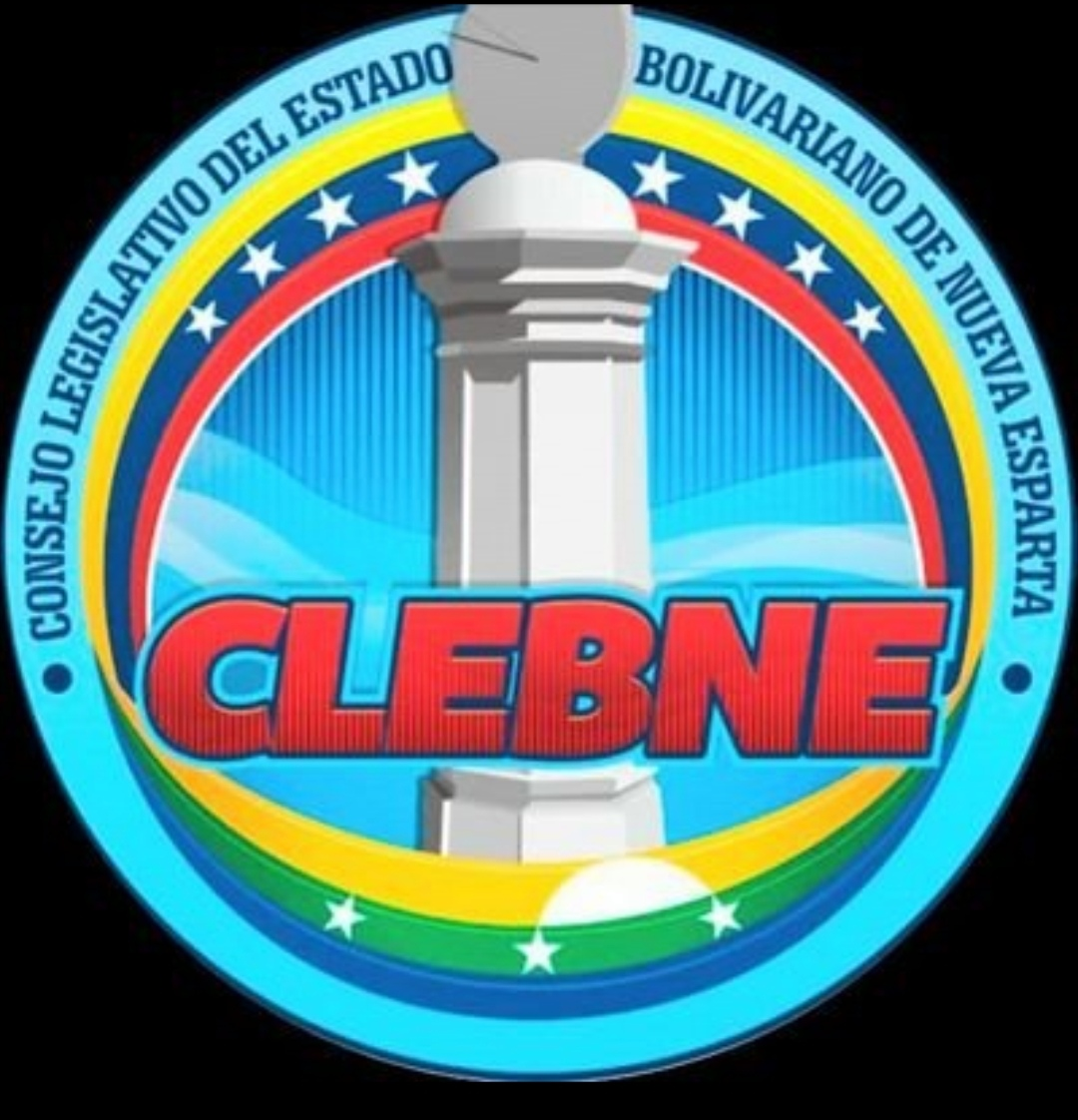
Logo del Consejo Legislativo del Estado Bolivariano de Nueva Esparta.

## Sede
El Palacio Legislativo del Estado Nueva Esparta y sede de las sesiones del consejo se encuentra en la calle Matasiete de La Asunción, ciudad capital del Estado Nueva Esparta.

## Funciones
La Cámara elige de su seno, una Junta Directiva integrada por un Presidente y un Vicepresidente, adicionalmente se elige a un Secretario fuera de su seno. Al igual que en la Asamblea Nacional, el Parlamento regional conforma Comisiones permanentes de trabajo que se encargan de analizar los diferentes asuntos que las comunidades plantean, ejerciendo la vigilancia de la administración del Estado con el auxilio de la Contraloría General del Estado, así como la discusión y aprobación de los presupuestos de la cámara y del poder ejecutivo.
Las funciones de los consejos legislativos regionales de Venezuela se detallan en la Ley Orgánica de los Consejos Legislativos de los Estados publicada en Gaceta Oficial de la República Bolivariana de Venezuela del 13 de septiembre de 2001

## Composición de la VII Legislatura[2]
En las Elecciones Regionales del 25 de mayo de 2025 se definieron los cargos para Gobernadores y Diputados de los Consejos Legislativos estadales. La VII legislatura fue instalada el 2 de junio de 2025.
Después de 8 años gobernada por un factor de la oposición venezolana (Fuerza Vecinal) el chavismo retoma la Gobernación del Estado Bolivariano de Nueva Esparta y la cámara legislativa (5 de 7 legisladores).
Los Grupos Parlamentarios del Consejo Legislativo del Estado se organizan en dos grandes alianzas:
| Alianza / Grupo Parlamentario | Alianza / Grupo Parlamentario        | Diputado | Diputado       | Diputado                   | Cargo en el Consejo Legislativo |
| ----------------------------- | ------------------------------------ | -------- | -------------- | -------------------------- | ------------------------------- |
|                               | Gran Polo Patriótico Simón Bolívar   |          |                | Jenniffer Gil              | Presidenta del Consejo          |
|                               | Gran Polo Patriótico Simón Bolívar   |          | Tirso Solano   | Vicepresidente del Consejo |                                 |
|                               | Gran Polo Patriótico Simón Bolívar   |          | Mayra Lairet   | Legisladora                |                                 |
|                               | Gran Polo Patriótico Simón Bolívar   |          | Osmicar Cabeza | Legislador                 |                                 |
|                               | Gran Polo Patriótico Simón Bolívar   |          | Luis Rosas     | Legislador                 |                                 |
|                               | Alianza Democrática + Fuerza Vecinal |          |                | Johan Yánez                | Legislador                      |
|                               | Alianza Democrática + Fuerza Vecinal |          | Osvélida Gil   | Legisladora                |                                 |

Secretario de la Cámara: Abg. Mustafa Ajib

## Legislaturas Previas

### I Legislatura (2000-2004)[4]
En las elecciones del 2000 el MVR (partido del gobernador electo, Alexis Rojas) fue el más votado obteniendo 4 legisladores, seguido de Acción Democrática que alcanzó 2 legisladores, y el partido regional MRA.
| Alianza / Partido Político | Alianza / Partido Político  | Diputados |
| -------------------------- | --------------------------- | --------- |
| Revolución Bolivariana     | Revolución Bolivariana      | 4         |
|                            | Movimiento Quinta República | 4         |
| Coordinadora Democrática   | Coordinadora Democrática    | 3         |
|                            | Acción Democrática          | 2         |
|                            | Movimiento MRA              | 1         |

### II Legislatura (2004-2008)
En las elecciones de 2004, es electo Gobernador del Estado, Morel Rodríguez (Ación Democrática) Sin embargo, no logra la mayoría en la cámara, la cual retiene el MVR en alianza con Podemos, como grupo opositor al ejecutivo regional.
| Alianza / Partido Político | Alianza / Partido Político  | Diputados |
| -------------------------- | --------------------------- | --------- |
| Revolución Bolivariana     | Revolución Bolivariana      | 4         |
|                            | Movimiento Quinta República | 3         |
|                            | Podemos                     | 1         |
| Coordinadora Democrática   | Coordinadora Democrática    | 3         |
|                            | Copei                       | 2         |
|                            | Acción Democrática          | 1         |

### III Legislatura (2008-2012)
En las elecciones regionales realizadas el 23 de noviembre de 2008, Morel Rodríguez logra la reelección como Gobernador del Estado con el apoyo de la Mesa la Unidad Democrática, logrando a su vez, la mayoría de la cámara, con 5 de los 7 curules de la cámara.
| Alianza / Partido Político    | Alianza / Partido Político    | Diputados |
| ----------------------------- | ----------------------------- | --------- |
| Mesa de la Unidad Democrática | Mesa de la Unidad Democrática | 5         |
|                               | MIN-Unidad                    | 3         |
|                               | Acción Democrática            | 2         |
| Polo Patriótico               | Polo Patriótico               | 2         |
|                               | PSUV                          | 1         |
|                               | UVE                           | 1         |

### IV Legislatura (2013-2017)
En las elecciones realizadas el 16 de diciembre de 2012 el PSUV logra ganar la Gobernación del Estado y a su vez la mayoría del cuerpo legislativo con 5 de los 7 legisladores. La Mesa de la Unidad Democrática pasa a ser oposición en el estado con minoría en la cámara con 2 de los 7 curules de la cámara
| Alianza / Partido Político    | Alianza / Partido Político    | Diputados |
| ----------------------------- | ----------------------------- | --------- |
| Polo Patriótico               | Polo Patriótico               | 5         |
|                               | PSUV                          | 5         |
| Mesa de la Unidad Democrática | Mesa de la Unidad Democrática | 2         |
|                               | Mesa de la Unidad Democrática | 2         |

### V Legislatura (2018-2022)
En las elecciones regionales realizadas el 15 de octubre de 2017, resulta electo el gobernador Alfredo Díaz Figueroa de la Mesa de la Unidad Democrática. Sin embargo, las elecciones del consejo se realizaron el 20 de mayo de 2018, en la que el Gran Polo Patriótico (alianza gobernante a nivel nacional pero opositora del estado) logra ganar todos los curules de la cámara, por la decisión de los principales partidos políticos, opositores al gobierno de Nicolás Maduro, de no participar en las elecciones mencionadas.
| Alianza / Partido Político | Alianza / Partido Político | Diputados |
| -------------------------- | -------------------------- | --------- |
| Polo Patriótico            | Polo Patriótico            | 7         |
|                            | PSUV                       | 7         |

### VI Legislatura (2021-2025)
En las elecciones regionales del 21 de noviembre de 2021 se definieron los cargos para Gobernadores, Diputados de los consejos legislativos, Alcaldes y Concejales municipales. La VI legislatura fue instalada el 3 de diciembre de 2021
Después de 8 años gobernado por el chavismo, otro sector de la oposición venezolana (Fuerza Vecinal) obtuvo la Gobernación del Estado Bolivariano de Nueva Esparta y la cámara legislativa (4 de 7 legisladores). 
| Alianza / Partido Político | Alianza / Partido Político | Diputados |
| -------------------------- | -------------------------- | --------- |
| Alianza Democrática        | Alianza Democrática        | 4         |
|                            | COPEI                      | 1         |
|                            |                            | 1         |
|                            | Avanzada Progresista       | 1         |
|                            | Fuerza Vecinal             | 1         |
| PSUV                       | PSUV                       | 3         |
|                            | PSUV                       | 3         |